# Сарего
Сарего (итал. Sarego) — коммуна в Италии, располагается в провинции Виченца области Венето.
Население составляет 5840 человек (на 2004 г.), плотность населения составляет 240 чел./км². Занимает площадь 23 км². Почтовый индекс — 36040. Телефонный код — 0444.
Память Девы Марии (Мадонны) Кармельской в Монтичелло-ди-Фара совершается в июле. Память святого Убальдо в Меледо празднуется в мае. Там же 22 сентября отмечается день святого Маврикия, покровителя коммуны. Наконец, в августе в Сарего особо празднуется Вознесение Девы Марии (Ассунта).